# Голицын, Андрей Андреевич
Князь Андрей Андреевич Голицын (ум. 22 сентября [2 октября] 1638) — воевода и боярин в Смутное время и во времена правления Михаила Фёдоровича.
Предок всех существующих князей Голицыных, крупный землевладелец.
Младший сын боярина Андрея Ивановича Скурихи Голицына и Анны Ивановны Бельской (ум. 1624). Имел старшего брата Ивана и двух сестёр Ирину и Феодору (ум. 1651), которая стала второй женой князя Дмитрия Пожарского.

## Биография
В январе 1608 года, в день бракосочетания царя Василия Шуйского с княжной Буйносовой, был вторым в свадебном поезде. С 1618 года — стольник, в 1623 году служил у большого государева стола в царской трапезе в Троице-Сергиевой лавре.
В 1625—1631 годах служил в Москве в качестве дворянина. В Боярской книге упомянут московским дворянином в 1627—1629 годах, стряпчим в 1636 году, также имеется помета о годе смерти.
В 1628 году встречал на первой встрече при представлении государю и патриарху Филарету турецкого посла. В 1632—1635 годах первый воевода в Тобольске, откуда уведомлял государя о приходе под Тюмень калмыков и посылке против них детей боярских.
Пожалован в бояре 6 января 1638 года, в этом году неоднократно обедал у государя в Столовой палате. В январе-сентябре 1638 года — судья Владимирского судного приказа. В апреле-сентябре 1638 года — Приказа ратных людей.
Входил в ближний круг царя Михаила Фёдоровича. В мае 1638 года встречал крымского посла: 

Боярин князь Ондрий Ондреевич Голицын с полчаны своими стоял по Калужской дороге у Крымского двора, и от Крымского двора по Калужской дороге по повороту на Серпуховскую дорогу на Котёл для тово, что крымские гонцы с приставом с Котла ехали на Калужскую дорогу— Разрядная книга (1638)
В 1638 году, во время летнего похода Михаила Федоровича в село Покровское «оставлен ведать Москву».
Умер 22 сентября (2 октября)  1638 года. Погребен 4 октября 1638 года в Троице-Сергиевом монастыре.

## Семья
С 1 марта 1623/24 года — в браке с Евфимией Юрьевной Пильемовой (ум. 29 января 1641), дочерью московского дворянина Юрия Григорьевича Пильемова (ум. 27 марта 1611) и девицы Анастасии (Настасьи) Алексеевны Писемской (ум. не ранее 1636), которая за дочь Евфимию в 1623/24 году дала зятю — князю Андрею Андреевичу Голицыну, а в 1625/26 году зятю и внуку — князю Василию Андреевичу, приданое — село Смоличи с деревнями в Шачебольском стане Костромского уезда, село Тяпкина с деревнями в Мишутине стане Переславского уезда и село Берёзовое с деревнями в Каменском стане Рязанского уезда.
В браке родились четверо сыновей, от которых пошли четыре ветви рода Голицыных:
- Василий (1624/25 — 21 января 1652) — ветвь Васильевичей
- Иван (? — 14 июля 1680) — ветвь Ивановичей (пресеклась в 1751 году)
- Алексей (1632 — 9 марта 1694) — ветвь Алексеевичей
- Михаил (1639 — 25 сентября 1687) — ветвь Михайловичей